# Тоні Бук
Тоні Бук (англ. Tony Book; 4 вересня 1934, Бат — 13 січня 2025) — англійський футболіст, що грав на позиції захисника. По завершенні ігрової кар'єри — футбольний тренер.
Виступав, зокрема, за клуб «Манчестер Сіті».
Чемпіон Англії. Володар Кубка Англії. Володар Кубка англійської ліги. Володар Кубка Кубків УЄФА. Володар Кубка англійської ліги (як тренер).

## Ранні роки
Народився 4 вересня 1934 року в місті Бат. Вихованець футбольної школи клубу R.A.M.C.

## Любительська кар'єра
Після закінчення школи в 16 років Бук став учнем муляра і грав у футбол на аматорському рівні на позиції нападника за «Пісдаун Майнерс», поки 1952 року його не забрали на військову службу. Під час гри за команду армії Бук перекваліфікувався в захисника і приходив на перегляд в «Челсі», куди його порекомендував товариш по армійській команді, Френк Бланстоун, але гравця не прийняли в клуб. Після завершення армійської служби Бук повернувся до своєї роботи в Баті й почав грати за «Фрум Таун». У сезоні 1955/56 «Фрум» зазнавав фінансових труднощів, і керівництво повідомило всім гравцям, що вони можуть піти з клубу, якщо побажають. Бук розповів про це колезі по роботі, який грав за «Бат Сіті» з Південної Футбольної ліги. Той у свою чергу повідомив голові «Бата», і Бук підписав контракт з клубом у січні 1956 року. Він провів сім з половиною років в «Баті», за цей час він став капітаном клубу і виграв Південну лігу 1960 року (відрив від другої команди, «Оксфорд Юнайтед», становив 13 очок). У міжсезоння 1962 року тренером «Бата» став Малкольм Еллісон, під керівництвом якого Бук і провів свої останні роки в клубі. Загалом за «Бат Сіті» провів вісім сезонів, взявши участь у 387 матчах чемпіонату. 
Коли наприкінці сезону 1962/63 Еллісон отримав пропозицію тренувати клуб з Канади, «Торонто Сіті», він взяв з собою Бука. Хоча Еллісон покинув клуб через короткий час, щоб працювати тренером в «Плімут Аргайл», Бук залишався в клубі три місяці, за цей час він виграв Східну канадську лігу і його визнали найкращим крайнім захисником в Канаді.

## Професійна кар'єра

### «Плімут Аргайл»
Після повернення до Англії Бук підписав контракт з «Плімут Аргайл», у якому працював Еллісон, на суму 1500 фунтів стерлінгів. У 30 років дебютував у Футбольній лізі Англії, хоча в «Плімуті» вважали, що йому 28 - Еллісон порадив Буку підробити свідоцтво про народження, оскільки думав, що рада директорів «Плімута» не заплатить £ 1500 за 30-річного. У сезоні 1964/65 команда до останніх турів боролася за виживання у Другому дивізіоні. Набравши однакову кількість очок з «Грімсбі Таун», клубові вдалося уникнути пониження в лізі завдяки кращій різниці забитих і пропущених м'ячів. Проте, у наступному сезоні клуб вперше у своїй історії вийшов у півфінал Кубка Ліги, де за сумою двох матчів програв з рахунком 4:2 «Лестер Сіті».

### «Манчестер Сіті»
Через два роки, після 81 матчу за «Плімут» Бук знову перейшов разом з Малкольмом Еллісоном, цього разу у «Манчестер Сіті». Трансферна ціна футболіста зросла до £17 000. Тренер Джо Мерсер спочатку не хотів витрачати таку суму за гравця віком понад 30 років. Але Еллісон переконав його, зазначивши, що у самого Мерсера пік кар'єри настав у ті самі 32 роки, коли він перейшов з «Евертона» в «Арсенал».
Бук прогресував під керівництвом Мерсера і Еллісона. Він дебютував за «Манчестер Сіті» в матчі відкритті сезону 1966/67, зіграному внічию 1:1 з «Саутгемптоном». Він став гравцем основного складу команди. У своєму першому сезоні в клубі Бук пропустив лише одну гру, ставши лауреатом титулу Гравець року «Манчестер Сіті» в сезоні, у якому клуб заснував цю нагороду.
У міжсезоння 1967 року, після трансферу капітана команди, Джонні Кроссана, в «Мідлсбро», капітанська пов'язка перейшла до Бука, тоді ж товариші по команді дали йому прізвисько «Стрибок ». Його перший капітанський сезон був досить успішним, він привів «Манчестер Сіті» до їх другого чемпіонства і грав в кожному матчі. Травма ахіллового сухожилля вивела Бука з ладу на перші чотири місяці сезону 1968/69, але він повернувся в команду під час початку матчів на кубок Англії. За тиждень до фіналу кубка 1969 року Асоціація футбольних журналістів визнала Бука футболістом року в Англії, разом з Дейвом Макаєм. Наступної суботи «Манчестер Сіті» зіграв з «Лестер Сіті» в фіналі кубка Англії. «МанСіті» виграв з рахунком 1:0, і капітан Бук підняв трофей.
У наступному сезоні «Сіті» став першою командою, яка виграла європейський і британський трофей в одному сезоні: Кубок володарів кубків УЄФА і Кубок Футбольної ліги. У фіналі КВК «Сіті» зустрівся з польським «Гурник Забже», англійці виграли з рахунком 2:1, Бук в тому матчі був капітаном і відіграв усі 90 хвилин. На шляху до перемоги в Кубку Ліги «МанСіті» в півфіналі з загальним рахунком 4:3 здобув перемогу над принциповим суперником, «Манчестер Юнайтед». У фіналі суперником був «Вест Бромвіч Альбіон», який зусиллями Джеффрі Естла відкрив рахунок ще на початку матчу. Майк Дойл допоміг манкуніанцям перевести гру в додатковий час, де команді перемогу приніс Глін Пардоу. У вересні 1970 року Бук узяв участь в Англо-італійському кубку ліги, де його команда зустрілася з «Болоньєю». Італійці з мінімальним рахунком виграли перший матч, в другому зафіксовано нічию 2:2. Бук завершив професійну кар'єру виступами за "Манчестер Сіті" в 1974 році, передавши капітанську пов'язку Коліну Беллу. Він зіграв за «МанСіті» 8 сезонів і 242 матчі Футбольної ліги й став найуспішнішим капітаном клубу за кількістю виграних під час його капітанства трофеїв. Більшість часу, проведеного у складі «Манчестер Сіті», був основним гравцем захисту команди. Протягом останніх років ігрової кар'єри був граючим тренером команди.

## Стиль гри
Бук запам'ятався тим, що він був, мабуть, єдиним гравцем, здатним нейтралізувати Джорджа Беста, коли той перебував на піку своєї кар'єри. Багато захисників намагалися відбирати м'яч у Беста, атакуючи першими, здебільшого тому, що на них тиснув авторитет гравця «Манчестер Юнайтед». Бук, бувши досить швидким для свого віку, завжди дозволяв Бесту зробити перший рух. Бест часто зупинявся і намагався зробити кілька фінтів, а Бук не пускав його на ударну позицію. Бук був також відомий своїм футбольним мисленням. Часто він біг пліч-о-пліч з суперником, просячи дати пас, таким чином він змушував того добровільно віддавати м'яч. Бест пізніше визнав Бука одним з найкращих крайніх захисників у світі.

## Кар'єра тренера
Розпочав тренерську кар'єру, ще продовжуючи грати на полі, 1973 року, очоливши тренерський штаб клубу «Манчестер Сіті», який очолював протягом наступних двадцяти років п'ять разів, здебільшого як виконувач обов'язків головного тренера. Решту часу працював на різних тренерських позиціях в клубній структурі «Сіті».

## Статистика

### Клубна
| Сезон     | Клуб           | Дивізіон | Ліга  | Ліга | Кубок | Кубок | Кубок ліги | Кубок ліги | Єврокубки | Єврокубки | Інше  | Інше | Загалом | Загалом |
| Сезон     | Клуб           | Дивізіон | Матчі | Голи | Матчі | Голи  | Матчі      | Голи       | Матчі     | Голи      | Матчі | Голи | Матчі   | Голи    |
| --------- | -------------- | -------- | ----- | ---- | ----- | ----- | ---------- | ---------- | --------- | --------- | ----- | ---- | ------- | ------- |
| 1966—1967 | Манчестер Сіті | Перший   | 41    | 0    | 6     | 0     | 2          | 0          | -         | -         | -     | -    | 49      | 0       |
| 1967—1968 | Манчестер Сіті | Перший   | 42    | 1    | 4     | 0     | 4          | 1          | -         | -         | -     | -    | 50      | 2       |
| 1968—1969 | Манчестер Сіті | Перший   | 15    | 0    | 6     | 0     | 0          | 0          | 0         | 0         | -     | -    | 21      | 0       |
| 1969—1970 | Манчестер Сіті | Перший   | 38    | 0    | 2     | 0     | 7          | 0          | 9         | 0         | 1     | 0    | 57      | 0       |
| 1970—1971 | Манчестер Сіті | Перший   | 34    | 2    | 3     | 0     | 1          | 0          | -         | -         | -     | -    | 46      | 2       |
| 1971—1972 | Манчестер Сіті | Перший   | 40    | 1    | 2     | 0     | 2          | 0          | -         | -         | -     | -    | 45      | 1       |
| 1972—1973 | Манчестер Сіті | Перший   | 30    | 0    | 5     | 0     | 2          | 0          | -         | -         | -     | -    | 39      | 0       |
| 1973—1974 | Манчестер Сіті | Перший   | 4     | 0    | -     | -     | -          | -          | -         | -         | -     | -    | 7       | 0       |
| Загалом   | Загалом        | Загалом  | 244   | 4    | 28    | 0     | 18         | 1          | 9         | 0         | 1     | 0    | 300     | 5       |

### Тренерська
| Команда        | Країна  | Від               | До                | Результати | Результати | Результати | Результати | Результати |
| Команда        | Країна  | Від               | До                | І          | В          | Н          | П          | % перемог  |
| -------------- | ------- | ----------------- | ----------------- | ---------- | ---------- | ---------- | ---------- | ---------- |
| Манчестер Сіті | Англія  | 23 жовтня 1973    | 22 листопада 1973 | 7          | 2          | 3          | 2          | 28,57      |
| Манчестер Сіті | Англія  | 12 квітня 1974    | Липень 1979       | 269        | 114        | 75         | 80         | 42,38      |
| Манчестер Сіті | Англія  | 9 жовтня 1980     | 16 жовтня 1980    | 1          | 0          | 0          | 1          | 00.00      |
| Манчестер Сіті | Англія  | 29 листопада 1989 | 5 грудня 1989     | 3          | 0          | 0          | 3          | 00.00      |
| Манчестер Сіті | Англія  | 27 серпня 1993    | 27 серпня 1993    | 1          | 0          | 1          | 0          | 00.00      |
| Загалом        | Загалом | Загалом           | Загалом           | 281        | 116        | 79         | 86         | 41,28      |

## Титули і досягнення

### Як гравця
- Чемпіон Англії (1):

«Манчестер Сіті»: 1967-68
- Володар Кубка Англії (1):

«Манчестер Сіті»: 1968-69
- Володар Кубка англійської ліги (1):

«Манчестер Сіті»: 1969-70
- Володар Суперкубка Англії (2):

«Манчестер Сіті»: 1968, 1972
- Володар Кубка Кубків УЄФА (1):

«Манчестер Сіті»: 1969-70

### Як тренера
- Володар Кубка англійської ліги (1):

«Манчестер Сіті»: 1975-76

### Особисті
- Футболіст року за версією АФЖ: 1969